# Јана Пауновић
Јана Пауновић (2005.) је српска певачица и гласовна глумица.

## Биографија
Она живи у Београду и поред школовања, свира контрабас и освојила је прва места на републичким такмичењима и такмичењу "Млади виртоуз". Говори енглески и одличан је ђак. Јана такође игра џез балет, похађа часове певања и веома је активна у пољу музике и медија, учествује на модним ревијама, јавним и добротворним догађајима, снима разне рекламе и програме. Такође је позајмила глас Максиму, протагонисти у РТС-овом цртаћу, Максимове Авантуре. Похађа академију забаве и уметности у Новом Саду. Представљала је Србију на Дечјој песми Евровизије 2017.

## Гласовне улоге
Она је редовна српска гласовна глумица за америчке глумице Дејну Хит и Анаирис Кињонес.
| Година | Назив                                       | Улога                                                                                        |
| ------ | ------------------------------------------- | -------------------------------------------------------------------------------------------- |
| 2019.  | Миракулус: Авантуре Бубамаре и Црног Мачора | Полен                                                                                        |
| 2020.  | Касаграндес                                 | Аделејд Ченг, Клара                                                                          |
| 2020.  | Хенри Опасност                              | Мика Маклин                                                                                  |
| 2020.  | Сила опасности                              | Мика Маклин                                                                                  |
| 2021.  | Бепци (ТВ серија из 2021)                   | Анђелика Пиклс                                                                               |
| 2021.  | Крег са потока                              | Џесика                                                                                       |
| 2021.  | Јанг Дилан Тајлера Перија                   | Абигејл, Леј-Леј                                                                             |
| 2021.  | Џелистоун!                                  | Пајче                                                                                        |
| 2021.  | Кућа Бука                                   | Лејси Ст. Клер, Софија, Шелби, Мариса, Кара, Џоуни Сасафрас, Аделејд Ченг; Менди (С5-надаље) |
| 2021.  | Посао са стране                             | Мика Маклин, Леј-Леј                                                                         |
| 2022.  | Божић у кући Бука                           | Луен Бука                                                                                    |
| 2023.  | Семи и Раџ путују кроз време                | Малини                                                                                       |
| 2023.  | Мајушни кувар                               | Леј-Леј                                                                                      |
| 2023.  | Монстер хај: Филм                           | Клео де Нил                                                                                  |
| 2023.  | Монстер хај (ТВ серија)                     | Клео де Нил                                                                                  |
| 2023.  | Стварна кућа Бука                           | Луен Бука, клинка #2                                                                         |
| 2023.  | Лего: Градска посла                         | Медисон То                                                                                   |
| 2023.  | Газда Меда                                  | Биса Меда (певање)                                                                           |
| 2024.  | Зове се Леј-Леј                             | Јасмин                                                                                       |
| 2024.  | Тандерманови се враћају                     | Фиона, Синди                                                                                 |
| 2024.  | Дора                                        | Мапа, Ружица #1, Алебриха #2                                                                 |
| 2024.  | Зуки и Руби на планети Земљи                | Извиђачица #1, Жена #5 (С1Е17а), Девојчица #2, Девојчица #3, Кракен (младунче), Девојчица #4 |
| 2024.  | Монстер хај 2                               | Клео де Нил                                                                                  |
| 2024.  | Папир, Камен, Маказе                        | Клинка на дебати                                                                             |
| 2024.  | Није време за шпијунирање: Филм куће Бука   | Хостеса                                                                                      |
| 2024.  | Приче о Нинџа корњачама                     | НК клинка, костим вештице                                                                    |
| 2024.  | Супершпијунке                               | Алекс                                                                                        |

## Филмографија
| Година | Назив                       | Улога | Напомена  |
| ------ | --------------------------- | ----- | --------- |
| 2017.  | Дечја песма Евровизије 2017 | себе  | 10. место |